# اسطرخی (شیروان)
اسطرخی روستایی در دهستان گلیان بخش مرکزی شهرستان شیروان استان خراسان شمالی ایران است. مردم روستای اصطرخی به زبان ترکی خراسانی سخن می‌گویند.

## جمعیت
بر پایه سرشماری عمومی نفوس و مسکن در سال ۱۳۹۵ جمعیت این مکان ۴۶۴ نفر (۱۶۲خانوار) بوده است.